# 童利民
童利民（1969年—），中国物理学家，浙江大学现代光学仪器国家重点实验室研究员。1997年从浙江大学获博士学位，之后先后工作于浙江大学物理系、哈佛大学应用科学与工程学院和浙江大学光电系。纳米光子学、介观光学结构、微纳光子器件、光纤材料与器件是其主要研究领域。曾获国防科学技术奖、教育部科技进步奖、中国青年科技奖、霍英东教育基金会青年教师奖、王大珩光学中青年科技奖等荣誉。
2003年童利民及其同事阐明了蓝宝石棒辅助拉伸制备低损耗光波导的方法，并制成直径150pm的结形谐振腔，测得其Q值可达1500。2005年，童利民等人用蓝宝石棒辅助拉伸实现了由块状玻璃材料制备高质量纳米线的工作，扩展了纳米光纤的种类。2011年，他指导的学生肖尧实现了波长738 nm附近的低阈值单模激光输出。